# ۸۷۵ (خورشیدی)
۸۷۵ هشتصد و هفتاد و پنجمین سال هجری خورشیدی است.